# Bitwa pod Smoleńskiem (1633–1634)
Bitwa pod Smoleńskiem, znana też jako odsiecz smoleńska – miała miejsce od 7 września 1633 do 24 lutego 1634 roku podczas wojny polsko-rosyjskiej (smoleńskiej). Jej celem było przerwanie oblężenia Smoleńska przez Rosjan.

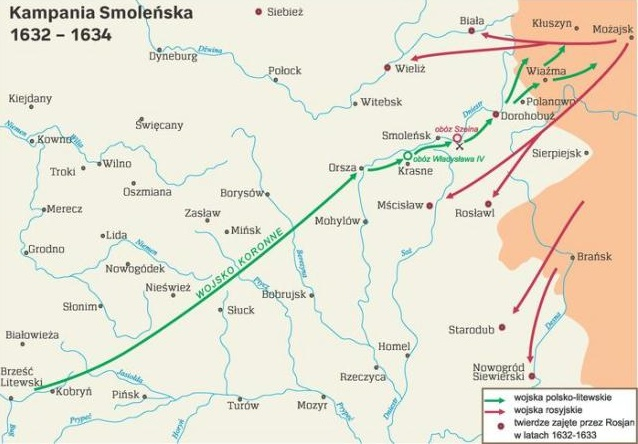
Wojna smoleńska 1632-1634

## Przybycie armii Władysława IV pod Smoleńsk

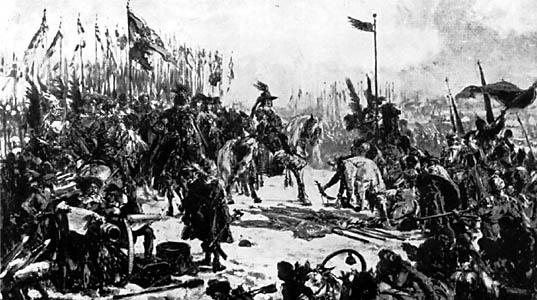
Król Władysław IV pod Smoleńskiem, obraz Jana Matejki z 1893 roku (zaginiony)

W okresie, gdy oblegający Smoleńsk Michaił Szein (34 500 żołnierzy i 158 dział) przygotowywał się do drugiego szturmu, z odsieczą nadciągnęła armia polska dowodzona przez króla Władysława IV. Król przybył na miejsce koncentracji swych wojsk pod Orszą w dniu 17 sierpnia 1633, gdzie czekał na pozostałe oddziały oraz na artylerię i amunicję. Tego samego dnia hetman Krzysztof Radziwiłł dotarł do obozu nad rzeką Wściosną, gdzie powitało go 3000 żołnierzy litewskich. Hetmanowi towarzyszył kasztelan kamieniecki Aleksander Piaseczyński, który przyprowadził z Ukrainy 2300 żołnierzy wojsk kwarcianych. Po kilku dniach połączone wojska ruszyły pod Smoleńsk i 27 sierpnia rozłożyły się na uroczysku Hłuszyca nad Dnieprem, czyli na północny zachód od pozycji Szymona Prozorowskiego oraz na zachód od szańców Jerzego Matissona. Żołnierze natychmiast przystąpili do budowy wałów ziemnych w celu utworzenia obozu dla całej armii Władysława IV.

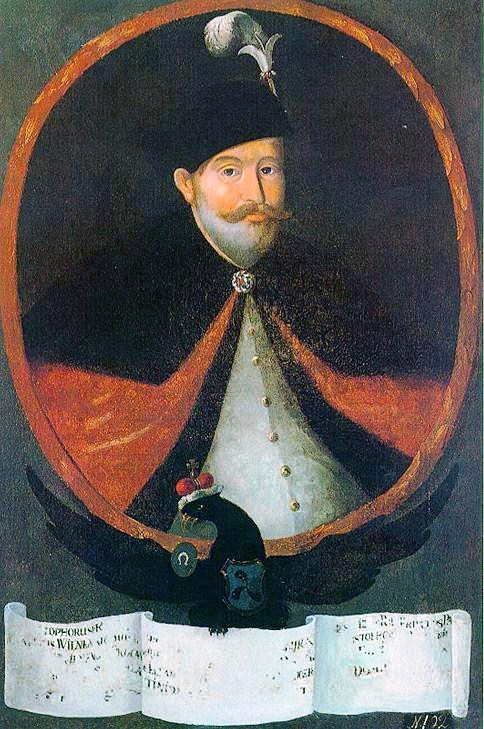
Hetman Krzysztof Radziwiłł wniósł znaczący udział do ostatecznego zwycięstwa nad armią Szeina

Armia królewska spod Orszy wyruszyła 25 sierpnia i po dwóch dniach marszu zatrzymała się w Bajowie, gdzie wzmocnił ją regiment piechoty niemieckiej i kilka chorągwi jazdy pod wodzą hetmana polnego koronnego Marcina Kazanowskiego. Dzięki temu siły towarzyszące Władysławowi IV osiągnęły stan 9000 żołnierzy. W dalszą drogę król i jego wojsko ruszyli 30 sierpnia. Pod Krasnem król spotkał się z hetmanem polnym litewskim Krzysztofem Radziwiłłem oraz z wojewodą smoleńskim Aleksandrem Gosiewskim. Jeszcze tego samego dnia armia królewska połączyła się pod Hłuszycą z wojskami litewskimi hetmana Radziwiłła i towarzyszącymi im siłami koronnymi, osiągając stan 14 000 żołnierzy. Siły te jednak wciąż rosły, gdyż oddziały z głębi kraju długo ściągały pod Smoleńsk. W końcu września siły Władysława IV liczyły 20 000 żołnierzy i upłynęło jeszcze trochę czasu, zanim osiągnęły maksymalny stan 24 630 żołnierzy (w tym 15 150 piechoty i 9480 jazdy) oraz kilkunastu dział.
W dniu połączenia obu armii Radziwiłł i Piaseczyński przeprawili się przez rzekę Jesienna, podchodząc pod sam obóz rosyjski. Zaalarmowani Prozorowski i Nagoj wyprowadzili swą konnicę przed wały, ale nie dali się wciągnąć w walkę, pozostając pod osłoną swej artylerii.
Natychmiast po przybyciu pod Smoleńsk wojska królewskie nawiązały kontakt z załogą oblężonej twierdzy, posyłając tam niejakiego Spondowskiego, który przyniósł wieści o braku amunicji i zaległościach finansowych względem broniących Smoleńska żołnierzy.
Jako podstawę działań połączonej armii wybrano ufortyfikowany jeszcze przez Radziwiłła obóz warowny leżący w pobliżu miejsca spotkania pod Hłuszycą. Z obozu przerzucono dwa mosty łyżwowe przez Dniepr, zabezpieczając je redutą. Mosty umożliwiły nawiązanie łączności z garnizonem oblężonej twierdzy. Po przeprowadzeniu rozpoznania pozycji armii rosyjskiej Władysław IV 6 września podjął decyzję o ataku na armię Szeina.

## Pierwszy etap – wzmocnienie obrony twierdzy smoleńskiej
Armia królewska zamierzała otworzyć sobie drogę do oblężonej twierdzy, by wzmocnić ją wojskiem oraz zapasami żywności i amunicji. W tym celu konieczne było odrzucenie sił Jerzego Matissona, o czym powiadomiono obrońców, licząc na ich pomoc. Hetman polny koronny Marcin Kazanowski, któremu towarzyszyli Gosiewski i Piaseczyński, poprowadził 4000 jazdy i piechoty, by zaatakować umocnienia chroniące mosty Prozorowskiego. W ten sposób znajdująca się na drugim brzegu jazda rosyjska zostałaby odcięta i nie mogłaby wspomóc Matissona. Gdy siły Kazanowskiego były już w drodze, w kierunku pozycji Matissona wyruszył król wraz z hetmanem Radziwiłłem, biorąc ze sobą 7000 żołnierzy (5000 piechoty i 2000 jazdy) oraz 6 działek. Wojska te 6 września około godziny 20 (czyli 2 godziny po wymarszu Kazanowskiego) przeprawiły się przez Dniepr po mostach łyżwowych. Po wymarszu sił Kazanowskiego i króla w polskim obozie pozostały tylko 2 regimenty piechoty.

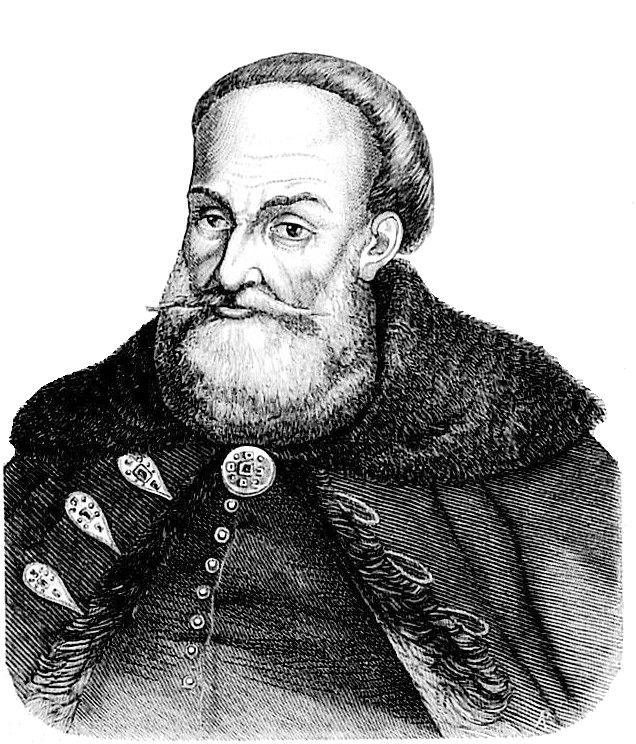
Hetman polny koronny Marcin Kazanowski

Żołnierze królewscy maszerowali nocą i uderzyli na obozy Matissona oraz Prozorowskiego rankiem 7 września. Siły znajdujące się przy królu ustawiły się przed szańcami Matissona o godzinie 8 rano. Gdy pozycje rosyjskie zaczęła ostrzeliwać artyleria Smoleńska, a dodatkowo doszły odgłosy walki od strony obozu Prozorowskiego, król rozpoczął natarcie. Najpierw ruszyły wojska inżynieryjne, by zniszczyć kobylenie otaczające szańce rosyjskie od wschodu i od zachodu. Za wojskami inżynieryjnymi ruszył do ataku pierwszy rzut polskiej piechoty. Matisson, by nie dopuścić do zniszczenia kobyleni, wyprowadził część swojej piechoty za szańce. Doprowadziło to do długotrwałej wymiany ogniowej. W końcu polska piechota zmusiła Rosjan do odwrotu pod osłonę swych umocnień, i wtedy już bez przeszkód porąbano i rozrzucono kobylenie, co otworzyło drogę do rosyjskich szańców.
Piechota polska ruszyła do natarcia – jako pierwszy spośród oddziałów pod rosyjskie umocnienia dotarł regiment pułkownika Reinholda Rosena. Nacierający piechurzy zdołali dotrzeć tylko do drugiej linii rosyjskich umocnień, gdyż atakując pod górę wojska ponosiły duże straty na skutek ognia piechoty i artylerii nieprzyjaciela. Ściągnięto działka polowe, ale nawet z ich pomocą nie zdołano zdobyć głównych szańców Matissona. Zaangażowanie żołnierzy Matissona w walkę z wojskami królewskimi wykorzystała załoga Smoleńska, która po przygotowaniu artyleryjskim rzuciła do ataku oddział pod dowództwem porucznika Jakuba Wojewódzkiego. Oddział ten uderzył przez most na dwa najbliższe szańce rosyjskie, znajdujące się na południe od Góry Pokrowskiej. Zaskoczona piechota rosyjska uciekła, zostawiając w polskich rękach 3 działa i chorągiew. Ten sukces umożliwił oddziałowi Wojewódzkiego dotarcie do prawego skrzydła armii królewskiej, szturmującej pozycje Matissona. Wojewódzki i towarzyszący mu oficerowie stanęli przed obliczem króla Władysława IV. Król postanowił wprowadzić do Smoleńska regiment piechoty niemieckiej królewicza Kazimierza, którym dowodził Henryk Denhoff. Ponieważ załoga miała jeszcze zapasy żywności, dostarczono jedynie kilka tysięcy dukatów na zaległy żołd oraz 3 wozy z amunicją. Gdy Denhoff bez przeszkód dotarł do Smoleńska, obrońcy postanowili dokonać ponownego wypadu, w trakcie którego kula ugodziła w ramię porucznika Wojewódzkiego – na skutek ciężkiej rany polski oficer zmarł kilkanaście dni później. Z powodu tego wydarzenia część oddziału wróciła do twierdzy i do króla dotarło tylko około 100 żołnierzy, których dołączono do armii królewskiej.
W czasie gdy piechota królewska szturmowała szańce Matissona, Kazanowski, Gosiewski i Piaseczyński toczyli bój z siłami Prozorowskiego. Polacy zaatakowali z samego rana, pragnąc zepchnąć kryjących się za umocnieniami przedmościa Rosjan do Dniepru. Na piechotę rosyjską Polacy natknęli się niespodziewanie, gdyż ta stała ukryta w wąwozie. Rosjan po zaciętych walkach wyparł regiment Eliasza Arciszewskiego, który dotarł do brzegu rzeki i usypał kontrskarpę dla ochrony przed rosyjskim ogniem. Broniące mostu szańce rosyjskie zaatakowane zostały przez jazdę polską, która jako jedyna w świecie kawaleria ważyła się atakować umocnione pozycje piechoty. Atakująca jazda dostała się pod silny ogień czołowy od strony przedmościa i boczny prowadzony z leżącego za rzeką obozu Prozorowskiego, toteż nie udało jej się wedrzeć za umocnienia. Pomimo tego jazda Kazanowskiego do zmierzchu przeprowadziła jeszcze kilka takich natarć.
Wojska rosyjskie mimo twardego oporu zostały w końcu wyparte z szańców i musiały wycofać się do potężnych blokhauzów. Dzięki temu polscy żołnierze zdobyli most prowadzący prosto do Smoleńska. Wkrótce po zdobytym moście wjechały do oblężonego miasta wozy z żywnością i amunicją, a razem z nimi do Smoleńska wkroczył pułk piechoty liczący 1200 żołnierzy. W ten sposób armia Władysława IV pomyślnie zakończyła pierwszy etap, którego celem było wzmocnienie obrony twierdzy smoleńskiej. Wojska rosyjskie tymczasem, w obawie przed husarią, zamknęły się w swych obozach. Dzięki temu inicjatywa wciąż była po stronie armii polsko-litewskiej.

## Drugi etap – uwolnienie północnej części Smoleńska od oblężenia
W połowie września wojska polskie pod Smoleńskiem zasilił silny regiment piechoty niemieckiej Janusza Radziwiłła, rajtaria pod wodzą Gizy i Tyzenhausa oraz husarska chorągiew Krzysztofa Płazy. Oczekiwano na przybycie regimentów piechoty Gottharda Platera i Zygmunta Radziwiłła oraz kilkuset rajtarów. Ponadto do obozu królewskiego wciąż przybywały transporty z żywnością i amunicją.

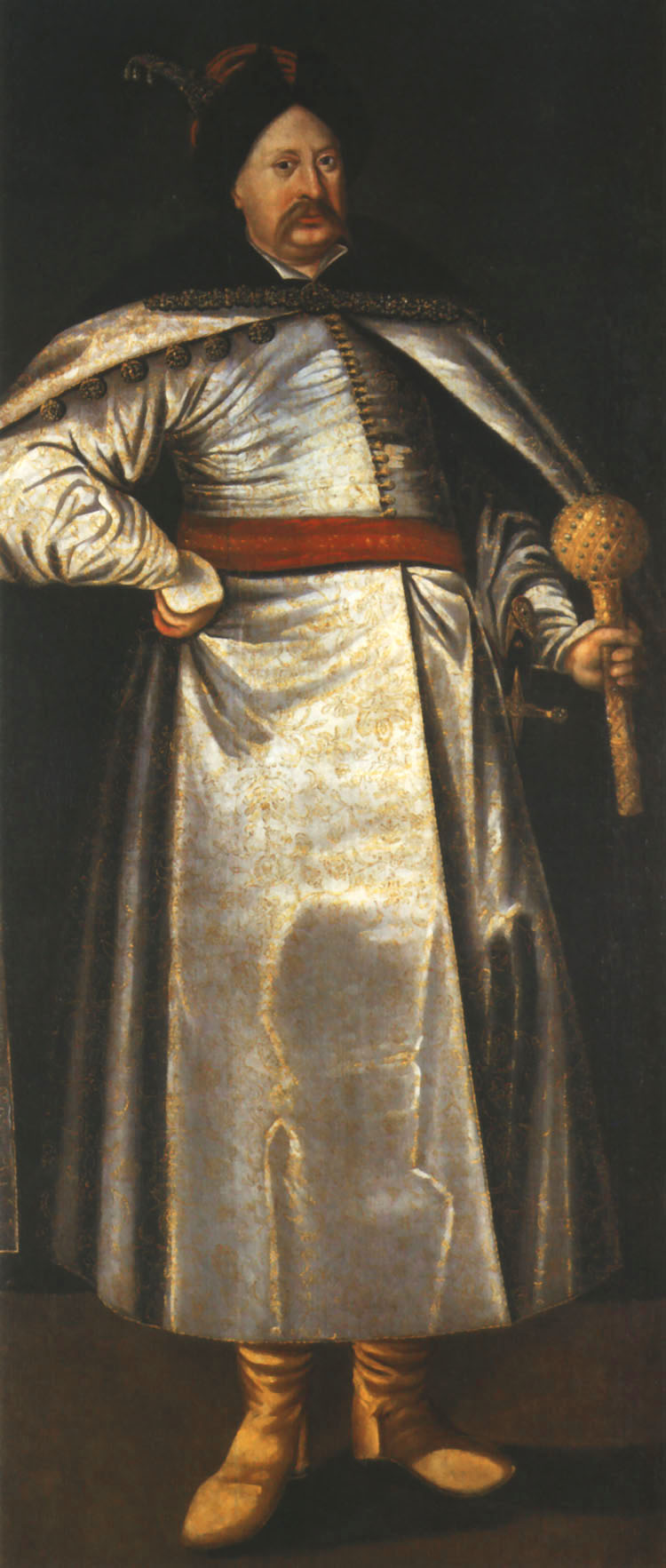
W bitwie pod Smoleńskiem wziął udział Janusz Radziwiłł, przyszły wojewoda wileński i hetman wielki litewski

Armię królewską wzmocniło 17 września przybycie Kozaków zaporoskich w sile 12 000 żołnierzy i 10 działek, których przywiódł Timofiej Orendarenko. Kozacy z miejsca pokazali swą wysoką wartość bojową, zdobywając jeńców.
W tym czasie Rosjanie nie próżnowali, sypiąc szańce przed Górą Pokrowską. Jednocześnie prowadzili podkopy pod mury twierdzy smoleńskiej. Posłańcy ze Smoleńska informowali króla o wyczerpywaniu się amunicji.
Dwa dni później nadciągnęła także ciężka artyleria. Mając przewagę liczebną Władysław IV mógł przystąpić do generalnej ofensywy.
Najpierw jednak zaatakowali Rosjanie, którzy spróbowali odzyskać utracone pozycje i 19 września ruszyli do kontrataku, który wsparli ogniem artylerii. W uderzeniu na polskie pozycje udział wzięły zarówno jazda, jak i piechota Szeina. Natarcie na Żaworonkowe Wzgórze, podczas którego w pewnej chwili nawet król znalazł się w poważnym niebezpieczeństwie, odparła polska piechota. Jazda polska nie utrzymała pozycji, nie mogąc wytrzymać silnego ognia rosyjskiej artylerii. Z tego powodu Władysław IV został z samą tylko piechotą Weihera. Król na widok zbliżającej się kolumny piechoty rosyjskiej przypadł do swoich piechurów i wyciągając szpadę, wskazał nią nadciągającego nieprzyjaciela, dając rozkaz otwarcia ognia. Celne salwy polskiej piechoty zmusiły Rosjan do odwrotu w kierunku Dniepru. Gdy zachęcona sukcesem piechota Weihera wyszła zanadto do przodu, wpadła pod ogień ukrytej za wałem drugiej linii rosyjskiej i poszła w rozsypkę. Król znów znalazł się w niebezpieczeństwie, co dostrzegł walczący na prawym skrzydle kasztelan Aleksander Piaseczyński. Poderwał więc swoje chorągwie do ataku, choć te zmęczone były niedawną zwycięską szarżą na rosyjską jazdę. Piaseczyński rzucił swe siły na most, pragnąc odciąć oddziały Szeina od leżącego za Dnieprem obozu. Szarża polskiej jazdy została odparta, ale jej atak uratował Władysława IV, a Polacy umocnili się na swych pozycjach.
Rankiem 20 września Szein doszedł do wniosku, że kolejne ataki nie mają szans powodzenia. Do tego sytuację Rosjan pogorszył fakt, że ściągnięci spod Smoleńska Kozacy osaczyli rosyjski obóz od południa. Jednocześnie Polacy szybko i sprawnie wybudowali dwa mosty łyżwowe na Dnieprze, poniżej rosyjskich pozycji, odcinając komunikację armii Szeina z zapleczem.
Po południu do natarcia ruszyły wojska polskie, przechodząc na drugi brzeg Dniepru po mostach łyżwowych. Na Hłuszczycy pozostało tylko 6 chorągwi jazdy pod wodzą strażnika Młockiego. Nacierająca armia Rzeczypospolitej podzielona została na dwie kolumny. Pierwsza kolumna składała się z 26 rot piechoty, 12 chorągwi dragonii, 31 chorągwi kozackich i husarskich oraz części Kozaków zaporoskich. Tą liczącą 8000 żołnierzy kolumną dowodził osobiście król Władysław IV. Druga kolumna, dowodzona przez hetmana Radziwiłła, miała mniej regularnych żołnierzy, za to większość Zaporożców. Jej zadaniem było zablokowanie Prozorowskiego, a ponadto część tej kolumny miała zaatakować reduty rosyjskie leżące na prawym brzegu Dniepru, by później móc uderzyć na szańce Matissona od południowo-wschodniej strony.
Kolumna królewska ruszyła w trzech rzutach. Pierwszym rzutem, złożonym głównie z jazdy, dowodził hetman polny koronny Marcin Kazanowski, drugim rzutem dowodził wojewoda smoleński Gosiewski, a trzecim rzutem kasztelan kamieniecki Piaseczyński. Marsz trwał całą noc i 21 września około 9 rano kolumna królewska przystąpiła do zajmowania pozycji na północ i północny wschód od Góry Pokrowskiej. Żołnierze polscy mieli przed sobą moskiewskie zasieki, za którymi było niewielkie wzniesienie i pierwsza linia szańców rosyjskich. Na wzgórzu był obóz Matissona w postaci drewniano-ziemnych umocnień, odbudowanych po zniszczeniach doznanych przed dwoma tygodniami. Po bitwie 7 września Matisson otrzymał posiłki i miał teraz 3000 żołnierzy.
Na lewym skrzydle stanęły chorągwie Kazanowskiego, natomiast główne siły stanęły na wschód od Pokrowskiej Góry, po obu stronach drogi wiodącej do głównego obozu Szeina. Zadaniem hetmana polnego koronnego było odcięcie Matissona od pomocy, jakiej mogły mu udzielić wojska rosyjskie rozłożone na wschód od Smoleńska. Gdyby pojawiła się okazja, na szańce Matissona mógłby uderzyć od wschodu Jakub Butler z 600 dragonami oraz pułk Wallisona liczący 800 piechoty. Prawe skrzydło zajął wojewoda Gosiewski, mający pod sobą głównie oddziały dragonii i piechoty. Jego zadaniem było przeprowadzenie natarcia od północnej strony. Odwód pod wodzą Piaseczyńskiego stanął za Gosiewskim. Składał się z 5 chorągwi husarii, 3 chorągwi kozackich, liczącej 1200 żołnierzy gwardii pieszej Rosena oraz z grupy Zaporożców.
Armia Władysława IV 21 września zaatakowała pozycje Matissona na Pokrowskiej Górze. Pierwsze uderzyły siły dowodzone przez Gosiewskiego, które spędziły rosyjskie posterunki strzegące zasieków. Starcie trwało krótko i Kozacy rosyjscy uszli za linię szańców. Wtedy polska piechota i dragonia podeszły pod kobyliny. Gdy część sił robiła przejścia w zasiekach, reszta prowadziła ogień na stanowiska rosyjskie. By osłonić żołnierzy pracujących przy kobylinach, prowadzono ogień salwami, na który Matisson odpowiadał ogniem dział z głównej reduty. Gdy zasieki zostały zlikwidowane, piechota polska ruszyła do ataku na niewielkie szańce, które znajdowały się za kobylinami. Żołnierze rosyjscy rzucili się do ucieczki, by schronić się za umocnieniami głównego obozu. Polacy, pomni doświadczeń, nie zaatakowali tym razem głównej reduty, lecz pozostali w zdobytych umocnieniach, które ulepszyli, podnosząc wały mimo gęstego ostrzału artyleryjskiego, jaki prowadzili Rosjanie. Piechota polska przygotowała stanowiska dla dział, które jednak tego dnia nie nadeszły.
W trakcie zażartej wymiany ognia wchodzący w skład dywizji Marcina Kazanowskiego regiment piechoty Butlera wykorzystał głęboki parów na zachód od Góry Pokrowskiej i wdarł się głęboko w rosyjskie pozycje, po czym okopał się i ściągnąwszy działa, zaczął z bliska ostrzeliwać redutę Matissona. Chcąc ratować sytuację, Szein rzucił swe wojska do kontrataku. Rosyjskie natarcie załamało się jednak na widok gotowej do szarży husarii oraz rajtarów polskiego drugiego rzutu.
W drodze do obozu Szeina pojawiły się dowodzone przez pułkownika Aleksandra Lesleya siły rosyjskie, idące z pomocą zagrożonemu Matissonowi. Wojska te maszerowały północną stroną Dniepru, podzielone na dwie kolumny. Idącą wzdłuż rzeki piechotę osłaniała jazda, która zaatakowała 5 chorągwi kozackich Kazanowskiego. Akcja jazdy pozwoliła rosyjskiej piechocie Lesleya zaatakować pozycje zajęte przez regiment Butlera. Król widząc trudną sytuację, posłał Butlerowi na pomoc piechotę pod wodzą Jakuba Wallisona oraz dragonię pod wodzą Kreuza. Polską piechotę i dragonię atakowała rosyjska piechota w cudzoziemskich mundurach oraz Tatarzy i Czeremisi. Na koniec król zmuszony był rzucić na pomoc Butlerowi gwardię dowodzoną przez Rosena. Zatem aż połowa grupy królewskiej wzięła udział w powstrzymaniu przeciwnatarcia rosyjskich wojsk Lesleya. Piechota pułkownika Lesleya zaatakowała po 4 godzinach walki ogniowej. Atak nie przyniósł skutku i gdy zaczęło zmierzchać, Lesley zrozumiał, że nie zniszczy szańców Butlera. Rosyjski odwrót przebiegał w towarzystwie ciągłych walk z jazdą Kazanowskiego. Zacięty bój dobiegł końca, a o natężeniu ognia podczas walk piechoty polskiej Butlera z piechotą rosyjską Lesleya świadczyła ilość zużytej amunicji – Polacy zużyli aż 60 000 ładunków.
Na południowy zachód od Góry Pokrowskiej walki toczyły siły Radziwiłła. Nad rzeczką Srebrną stali Kozacy zaporoscy, blokując siły Prozorowskiego. Reszta wojsk Radziwiłła zamierzała wyprzeć Rosjan z ufortyfikowanej cerkwi św. św. Piotra i Pawła, co pozwoliłoby nawiązać łączność z załogą Smoleńska. Kolejnym krokiem miało być uderzenie na umocnienia Matissona od południa. W celu realizacji tych zadań Radziwiłł posunął swe oddziały nad rzeczkę Szklaną, mając za sobą Zaporożców chroniących przed atakiem Prozorowskiego, a po prawej stronie wznoszące się nad Dnieprem szańce Indrykta van Damma. Na lewo znajdował się Gosiewski, którego żołnierze byli przygotowani do ataku na Matissona. Znajdująca się przed Radziwiłłem cerkiew Świętych Piotra i Pawła umocniona była wysokim drewniano-ziemnym wałem. Broniła jej piechota rosyjska w sile 5 rot oraz artyleria. Do ataku na cerkiew ruszyła piechota oraz dwie spieszone chorągwie kozackie pod wodzą Jakuba Madalińskiego. Łącznie szańce rosyjskie zaatakowało kilkuset żołnierzy. Rzęsisty ogień Rosjan zadawał Polakom dotkliwe straty. Stojący na prawym skrzydle grupy Gosiewskiego pułkownik Arciszewski dostrzegł to, po czym za zgodą króla ruszył ze swym pułkiem wzdłuż rzeki Horodzianki i zaatakował cerkiew od północy. Choć doszło nawet do walk wręcz, nie udało się tego dnia zdobyć rosyjskich pozycji i Polacy musieli się wycofać.
Prozorowski rankiem zebrał w swym obozie szlachecką jazdę moskiewską oraz dragonów i rajtarów Charlesa d’Eberta. Przeprawił się na północny brzeg Dniepru i mając 5–6 tys. jazdy rosyjskiej uderzył na Zaporożców w chwili, gdy zaczął się atak na cerkiew Świętych Piotra i Pawła. Kozacy zaporoscy wycofali się w kierunku Radziwiłła. Kompletnym fiaskiem zakończył się atak rosyjskich rajtarów Prozorowskiego, którzy wpadli na gotową do boju husarię. Jazda rosyjska została rozbita, a Polacy ścigali uciekających do Dniepru, gdzie wielu Rosjan potonęło. Zaporożcy na powrót zajęli pozycje nad rzeką Szklaną. Jedyną korzyścią dla Rosjan było to, że Radziwiłł nie wspomógł natarcia na redutę cerkiewną. Do walki wmieszał się także garnizon Smoleńska, którego żołnierze wypadli za mury i razem z trzema rotami regimentu królewicza Kazimierza (około 600 żołnierzy) zdobyli część rosyjskich okopów na tyłach pozycji Matissona, blokujących most miejski. Natychmiast umocnili się na zdobytych pozycjach, nawiązując stałą łączność z siłami królewskimi oraz z grupą Radziwiłła.
Bilans walk z 21 września był korzystny dla Polaków. Radziwiłł co prawda nie zdobył cerkiewnej reduty, ale umocnił się na zdobytym terenie, każąc sypać szańce u ujścia rzeki Szklanej do Dniepru. Wciągnięte na nie działa szachowały wykorzystywany przez Rosjan bród, obleganą cerkiew, mając także w zasięgu obóz Damma. Zaporożcy okopali się przed Prozorowskim, uniemożliwiając mu jakąkolwiek akcję przeciw siłom Radziwiłła. Dowódca reduty przy cerkwi Świętych Pawła i Piotra uznał w tej sytuacji swą pozycję za beznadziejną i w nocy opuścił ją wraz z wojskiem, porzucając ciężki sprzęt. Siły Radziwiłła mogły zająć więc cerkiew bez walki. Późnym południem działa królewskie stanęły na szańcach blokujących miejski most i zaczęły ostrzeliwać szańce Matissona.

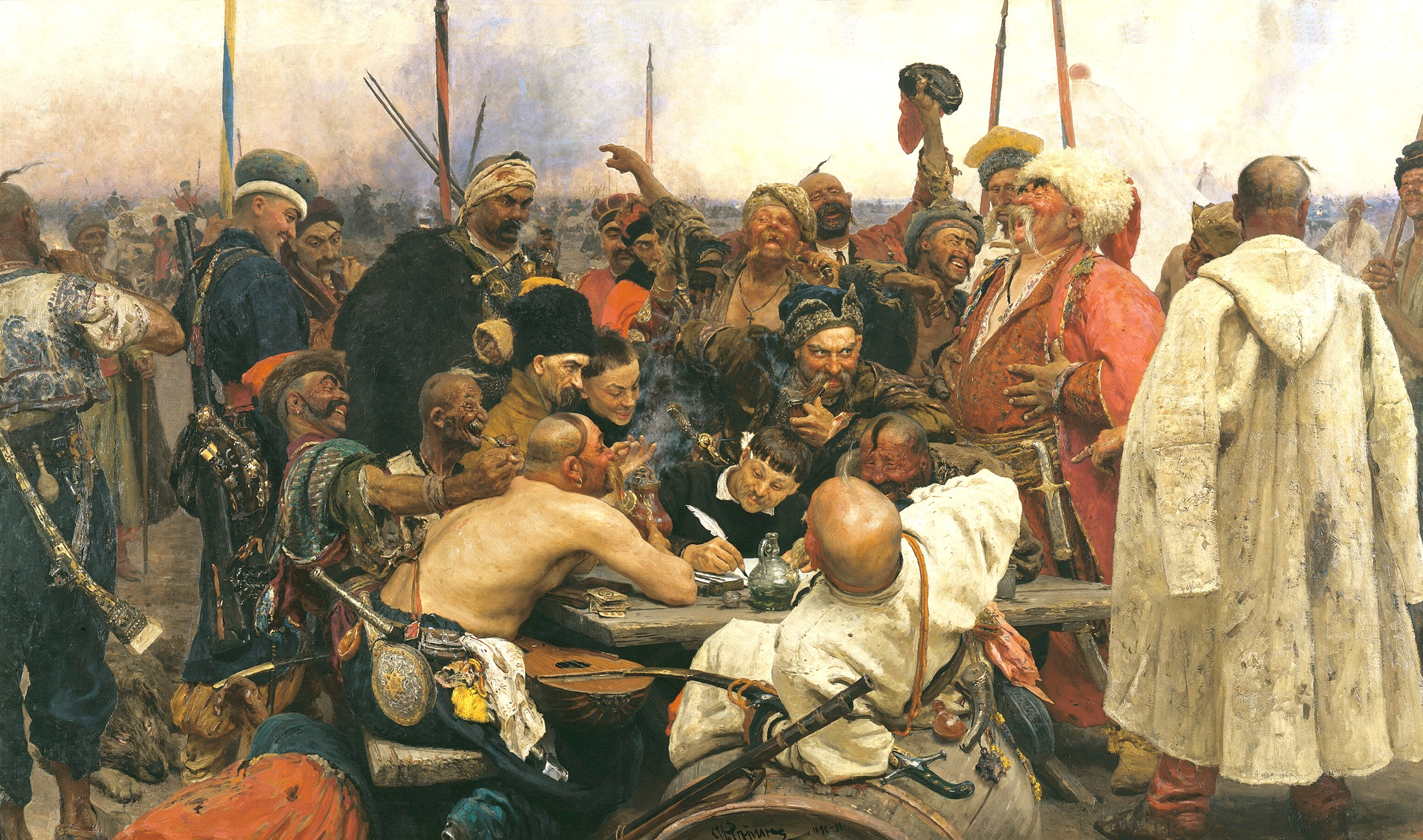
Zaporożcy mieli swój znaczący udział w pokonaniu armii rosyjskiej

Następnego dnia Prozorowski zaatakował Zaporożców, kończących budowę swych szańców, ale został odparty. Zachęceni sukcesem Zaporożcy przywiązali szable na plecach i przepłynęli Dniepr pod osłoną swych działek. Manewr ten całkowicie zaskoczył muszkieterów Damma, którzy ponieśli duże straty w walce wręcz. Zaporożcy zniszczyli zasłonę strzelecką, spoza której muszkieterzy Damma ostrzeliwali pozycje kozackie, po czym przez nikogo nie niepokojeni wrócili tą samą drogą do swoich.
W tym czasie Samuel Drucki-Sokoliński, korzystając z mostu za bramą Królewską, dotarł do stanowiska króla pod Górą Pokrowską, pragnąc podziękować za odsiecz. Most ten ostrzeliwała ulokowana przy zachodniej ścianie murów miejskich rosyjska bateria Karola Jacobiego, jednak ogień ten nie był skuteczny. Matisson spróbował jeszcze odzyskać utracone pozycje, wysyłając po południu wydzielony oddział piechoty moskiewskiej. Rosjanie wyparli siły Sokolińskiego z szańców, które Polacy opanowali poprzedniego dnia, co okazało się krótkotrwałym sukcesem, gdyż stacjonujący pod cerkwią św. Piotra i Pawła Madaliński szybko odzyskał straty.
Na wschodzie, od strony obozu Szeina, grupa jazdy i piechoty rosyjskiej zajęła Górę Pieczarską, leżącą na południowy wschód od pozycji Matissona. Na niewielkiej wyniosłości znajdowały się szańce jeszcze z czasów, gdy Smoleńsk oblegały wojska Zygmunta III. Rosjanie postanowili odbudować te umocnienia, by wspomóc stąd wojska Matissona. Właśnie w czasie ataku Madalińskiego postanowili uderzyć z flanki siłami 6 rot jazdy i kilkuset piechoty (głównie Anglicy i Niemcy). Zdążający do mostu miejskiego hetman Radziwiłł dostrzegł ten manewr i rzucił przeciwko siłom rosyjskim trzy chorągwie husarskie i jedną kozacką. Na widok husarii jazda rosyjska rzuciła się do ucieczki. Osamotniona piechota próbowała ochronić się z pomocą pikinierów, została jednak z łatwością rozbita. Gdy z obozu Szeina wyszły oddziały, mające obsadzić Górę Pieczarską, ich marsz wstrzymali uciekający w panice piechurzy. Szein musiał zrezygnować ze swoich planów, a mieszkańcy Smoleńska pierwszy raz od wielu miesięcy mogli wyjść poza mury miasta.
Szein ocenił, że pozycja Matissona jest nie do utrzymania i w nocy z 22 września na 23 września wycofał go do głównego obozu. W ten sposób od północy Smoleńsk został uwolniony od oblężenia, co zakończyło drugi etap działań armii królewskiej.
O tym, że Matisson wycofał się ze swoich pozycji, Polacy dowiedzieli się dopiero o świcie 23 września, gdy do podejrzanie cichych szańców rosyjskich podeszli piechurzy Rosena i Arciszewskiego. Korzystając z dostępu do miasta wielu polskich żołnierzy odwiedziło Smoleńsk.

## Trzeci etap – uwolnienie Smoleńska
Daleko jeszcze było do całkowitego uwolnienia Smoleńska od oblegającej go armii rosyjskiej. Lesley spróbował przerwać łączność wojsk królewskich z miastem, wzmacniając baterię Jacobiego 10 działami. Wzmocniona bateria okazała się na tyle groźna, że król Władysław IV, odwiedzając 24 września razem z królewiczem Kazimierzem Smoleńsk, przeprawił się przez Dniepr czółnem, nie ryzykując przejścia przez zagrożony rosyjskimi działami most. W Smoleńsku król udał się m.in. do Fortalicji Zygmuntowskiej, skąd przez lunetę mógł obejrzeć stanowiska armii rosyjskiej. Także następnego dnia król obchodził miejskie mury i lustrował stanowiska rosyjskie. Poznawszy położenie nieprzyjacielskich oddziałów i umocnień król i jego sztab po wielogodzinnych naradach postanowili zniszczyć obozy Damma i d’Eberta, znajdujące się przy zachodniej ścianie murów smoleńskich.
Gdy ostrzał rosyjskiej baterii Jacobiego stał się niebezpieczny, 25 września dowództwo polskie ustawiło kilka dział po drugiej stronie Dniepru, na Górze Pieczarskiej. Na rozkaz Radziwiłła zbudowano szaniec nad doliną rzeczną Dniepru, gdzie umieszczono oddział muszkieterów. Ogień polskich dział i muszkieterów uniemożliwił rosyjskim kanonierom Jacobiego ostrzał mostu.
Pomimo że bitwa o Smoleńsk była już praktycznie przez Rosjan przegrana, car Michał Romanow rozkazał Szeinowi kontynuować walkę, gdyż spodziewał się, że Polakom wkrótce skończą się pieniądze na żołd dla wojska.
Przez następne kilka dni obie strony ograniczyły się jedynie do sporadycznej wymiany ognia artyleryjskiego. Kilka razy rosyjskie pociski dotarły blisko stanowisk króla (jedna z kul zraniła lokaja pod namiotem Władysława). W tym czasie dowództwo polskie podjęło decyzję o ataku na pozycje Damma, które znajdowały się między Smoleńskiem a obozem Prozorowskiego.
W nocy z 27 września na 28 września oddziały królewskie wkroczyły na most, by korzystając z ciemności, przedostać się do Smoleńska. Przemarszem tym król kierował osobiście. Oddziały te przedefilowały przez Smoleńsk, po czym wyszły z miasta przez bramę Kopycińską, leżącą blisko Fortalicji Zygmuntowskiej, tworząc lewe skrzydło wojsk królewskich. Oddziały prawego skrzydła nie przeszły przez miasto, lecz zeszły z mostu przed bramę Dnieprowską, na niewielką drogę idącą między murami Smoleńska a rzeką. Kilka chorągwi jazdy razem z Zaporożcami przeprawiło się przez bród naprzeciw pozycji Damma. Przed wschodem słońca polska armia zajęła stanowiska. Lewe skrzydło znajdowało się przed Fortalicją Zygmuntowską. W jego skład weszła piechota niemiecka Rosena oraz pięć chorągwi jazdy. W skład centrum weszły pułki piechoty Jakuba Weihera, Mikołaja Abramowicza i Janusza Radziwiłła. Prawe skrzydło było za Dnieprem, a stanowili jej Zaporożcy, dwie chorągwie kozackie i dwie chorągwie husarskie. Większa część chorągwi husarskich oraz kilka chorągwi kozackich utworzyło odwód.
Na pozycje Damma, chronione przez wielki szaniec, który wedle holenderskich wzorów otoczony był trzema trójkątnymi bastionami, uderzyły o świcie te oddziały królewskie, które wcześniej wprowadzono do Smoleńska. Na początku piechota Abramowicza bez walki zajęła wysuniętą linię umocnień, skąd jeszcze niedawno Rosjanie ostrzeliwali mury Smoleńska. Po lewej i po prawej dołączyły do Abramowicza pułki Weihera i Janusza Radziwiłła. Wielki szaniec Damma zaatakowało w luźnym szyku około 3000 polskich piechurów, których przywitał ogień rosyjskich dział i muszkietów. Gdy piechota królewska atakowała główną redutę, na tyły obozu Damma uderzyli Kozacy. Celem Kozaków było zajęcie cerkwi Świętego Michała. Zaporożcy po przebyciu brodu znaleźli się pod cerkwią akurat w chwili, gdy w ich bok uderzyła idąca na odsiecz obozowi Damma jazda Prozorowskiego. Atakowani przez dworianów Prozorowskiego i rajtarów d’Eberta Kozacy znaleźli się między dwoma zgrupowaniami nieprzyjaciela. Nie mając wyjścia, Zaporożcy cofnęli się do brodu. Tymczasem gęsty ogień rosyjski zadawał polskiej piechocie duże straty. Raniony został w biodro dowódca pułku Jakub Weiher, który mimo tego nie przestał dowodzić.
Król Władysław IV, widząc kłopoty swoich żołnierzy, posłał pułk Rosena, który ubezpieczony przez idące przodem chorągwie kozackie Mikołaja Moczarskiego, miał uderzyć na pozycje Damma z lewego skrzydła. Jednocześnie ruszył kontratak rosyjskiej rajtarii przerzuconej znad Dniepru. Gdy w połowie drogi do szańców Damma kozacy Moczarskiego wpadli na ukrytych muszkieterów, uskoczyli w bok, odsłaniając piechotę Rosena. Widząc, że tym manewrem odsłonił piechotę, na którą szło 2000 rajtarów d’Eberta, Moczarski dokonał błyskawicznego zwrotu i uderzył na rajtarów, zanim ci zdołali oddać salwę. Do ataku ruszyli również rajtarzy Abramowicza i poległego wcześniej Henryka Szmelinga. Rozstrzygające było uderzenie dwóch husarskich chorągwi Hrehorego Mirskiego i Tomasza Sapiehy, które tak przeraziły rosyjską rajtarię, że ta, mimo trzykrotnej przewagi liczebnej, rzuciła się do ucieczki. Rosyjska jazda ścigana była aż do szańców, gdzie polskich jeźdźców powstrzymał ogień piechoty. Po 6 godzinach boju walki wygasły i tylko artyleria prowadziła wymianę ognia. Wszystkie polskie wojska wycofano do pierwszej linii. Polska piechota straciła tego dnia około 200 żołnierzy, jazda miała straty podobnej wielkości.
Polacy spodziewali się, że następnego dnia czeka ich równie ciężki bój, dlatego piechota sypała nowe szańce i umacniała szańce zdobyte na Rosjanach. Przez most miejski Polacy na oczach nieprzyjaciela przeprawiali nowe oddziały, które wieczorem rozstawiano na pozycjach wyjściowych do natarcia. Nadeszła zimna, deszczowa noc. Po północy ogromny słup ognia w rejonie obozu Damma świadczył, że siły Damma postanowiły opuścić dotychczasowe pozycje, wysadzając redutę w celu zniszczenia pozostawionego sprzętu. Po północy także Prozorowski i d’Ebert, obawiając się całkowitego otoczenia, wycofali się, dołączając do głównych sił Szeina. Wobec zniechęcenia i niskiego morale żołnierzy rosyjskich Prozorowski nie widział szans na utrzymanie dotychczasowych pozycji. Rankiem 29 września żołnierze polscy zajęli opuszczone obozy rosyjskie. W ręce Polaków wpadły znaczne ilości żywności i sprzętu wojskowego. W tym momencie cała zachodnia strona Smoleńska była wolna od Rosjan.
Po południu z murów miasta dostrzeżono wzmożony ruch za szańcami Lesleya, które były wzniesione po wschodniej stronie Smoleńska. Następnego dnia, czyli 30 września, Rosjanie zaczęli wycofywać stamtąd ciężkie działa. Z powodu deszczu i błota ewakuacja ta była długa i męcząca. Szein 3 października zwinął oblężenie, skupiając wszystkie siły w głównym obozie. Tego samego dnia Władysław IV uroczyście wjechał do Smoleńska, a główne siły armii królewskiej zajęły pozycje w dawnych szańcach Mattisona. W nocy z 3 na 4 października rosyjskie oddziały Aleksandra Lesleya, Tomasza Sandersona, Tobiasza Unzena, Wilhelma Rozworna, Hansa Fuksa i Karola Jacobiego opuściły umocnienia zajmowane od 10 miesięcy, ruszając w kierunku głównego obozu swojej armii. Likwidacja rosyjskich umocnień na zachód od Smoleńska i całkowite uwolnienie twierdzy od oblężenia zakończyło trzeci etap działań armii Rzeczypospolitej.
Rosjanie zamierzali w jednym, silnie ufortyfikowanym obozie przeczekać do czasu przybycia posiłków, co mogło zająć nawet kilka miesięcy. Posiłki w sile 10–14 tys. żołnierzy mieli przyprowadzić kniaziowie Dymitr Mamstiurkowicz Czerkaski, Dymitr Michajłowicz Pożarski, Wasyl Achmaszukow Czerkaski i stolnik Fiodor Buturlin. Tymczasem król wraz z hetmanami postanowili zniszczyć znajdujące się pod Dorohobużem rosyjskie magazyny z pomocą silnego zagonu jazdy. W tym celu wieczorem 7 października ruszyło pod wodzą Aleksandra Piaseczyńskiego około 6000 żołnierzy (chorągwie kozackie, petyhorskie, dragońskie i jeden z pułków zaporoskich). Po drodze w jednej z wiosek Polacy zaskoczyli i zniszczyli silny oddział rosyjski liczący 800 jazdy, który zmierzał w stronę Mścisławia. Pod Dorohobużem, którego załoga liczyła 1000-1500 żołnierzy, Piaseczyński wypuścił jedną chorągiew kozacką, by sprowokować Rosjan. Podstęp się udał i zza wałów ruszyła w pościg za Polakami jazda rosyjska. Gdy rosyjscy jeźdźcy ujrzeli całość polskich sił, zawrócili w kierunku twierdzy. Nie udało się w porę zamknąć bramy i polska jazda wpadła do miasta. Nie pomogła rozpaczliwa salwa rosyjskiej piechoty. Żołnierze rosyjscy schronili się w zamku, którego Polacy nie próbowali zdobywać z braku artylerii. Rzucono się natomiast do rabowana zapasów. Ponieważ Piaseczyński nie potrafił powstrzymać żołnierzy przed rabunkiem, podpalił magazyny, po czym tylko z częścią wozów z żywnością oraz z zagarniętym bydłem stanął pod płonącym miastem. Pod Dorohobużem Piaseczyński stał dwa dni, rozsyłając wokół podjazdy, które upewniły go, że wieści o posiłkach dla wojsk Szeina są nieprawdziwe. W drodze powrotnej Polacy rozbili kornet rajtarów, biorąc do niewoli 32 jeźdźców z niemieckim kapitanem. Zwycięska dywizja Piaseczyńskiego wróciła do Smoleńska 16 października.

## Czwarty etap – zdobycie Żaworonkowych Wzgórz
Doszło do kolejnej przerwy w walkach, podczas której król Władysław IV razem z hetmanami układali plan dalszych działań wojennych. Zwiad, jakiego na czele kilku chorągwi dokonali Radziwiłł i Kazanowski, przekonał wszystkich, że najbardziej będzie można zaszkodzić okopanej armii rosyjskiej zajmując Wzgórza Żaworonkowe (Skowronkowe), tworzące dwa wzniesienia górujące nad pozycjami rosyjskiej armii Szeina. Zdobycie tych wzniesień miało stanowić wstęp do dalszych operacji, których celem było odcięcie wojskom rosyjskim drogi powrotnej do Moskwy, a w końcu ich otoczenie. Pod Smoleńskiem postanowiono zostawić korpus pod wodzą wojewody Aleksandra Gosiewskiego. W skład tego korpusu miał wejść garnizon twierdzy (bez pułku królewicza Kazimierza), pułk koronny Krzysztofa Arciszewskiego i pułk litewski Hrehorego Ogińskiego. Korpus miały wzmocnić przybywające z głębi kraju oddziały, czyli około 6000 żołnierzy. Resztę armii w sile 15–16 tys. żołnierzy zamierzano przemieścić 3 mile na wschód, w rejon tzw. Bogdanowej Okolicy i Żaworonkowych Wzgórz. Tam miał powstać główny obóz ze sprzętem artyleryjskim i wozami taborowymi z amunicją, żywnością i pozostałym żołnierskim dobytkiem.
W tym okresie do obozu przybyło kilka kornetów rajtarii, petyhorcy Łaszcza, piechota polska Krzysztofa Niewiarowskiego i pułk piechoty kawalera maltańskiego Zygmunta Radziwiłła. Straty piechoty uzupełniono częściowo cudzoziemcami uciekającymi z rosyjskiego obozu, toteż armia polska pod Smoleńskiem w połowie października osiągnęła stan 20 000 żołnierzy zaciężnych oraz około 12 000 Kozaków zaporoskich. Wkrótce dołączyć miał jeszcze pułk piechoty Gottharda Platera, kilka chorągwi jazdy oraz posiłki kurlandzkie w sile 500 żołnierzy. Armia rosyjska na skutek strat i dezercji stopniała do 20 000 żołnierzy. Okopana naddnieprzańskimi szańcami wciąż stanowiła poważne zagrożenie.
Atak na tyły wojsk Szeina utrzymywany był w ścisłej tajemnicy, więc Rosjanie się go nie spodziewali. Główne siły Władysława IV ruszyły 16 października, zmierzając cicho w kierunku Żaworonkowych Wzgórz. Marsz armii polskiej ubezpieczali Zaporożcy, którzy tydzień wcześniej przenieśli swój obóz na wschód od Smoleńska, gdzie szachowali siły rosyjskie skupione na Dziewiczej Górze. Po dwóch dniach marszu przez lasy i zarośla, z noclegiem nad rzeczką Wiązowną, a następnie we wsi Kłodna nad rzeczką o tej samej nazwie, żołnierze polscy dotarli na miejsce, spędzając nieliczne i zaskoczone straże rosyjskie. Siły hetmana polnego koronnego Marcina Kazanowskiego opanowały znajdującą się w pobliżu Bogdanową Okolicę.
Po przybyciu na miejsce zaczęły rozwijać się pułki piechoty litewskiej Janusza i Zygmunta Radziwiłłów oraz Mikołaja Abramowicza. Jazda zajęła miejsce między czworobokami pikinierów i muszkieterów, tworząc głęboką linię bojową od Kłodnej na południu po Żaworonkowe Wzgórza na północy. Na ten widok nieliczne oddziały rosyjskie umknęły do obozu, przynosząc dowódcom rosyjskim zaskakującą wieść o uszykowanej do boju armii polskiej.
Żaworonkowe Wzgórza znajdowały się o kilkaset metrów od szańców armii rosyjskiej, znajdujących się na lewym, przeciwległym brzegu Dniepru. Były to dwa wzniesienia o wysokości kilkudziesięciu metrów powyżej lustra wody. Wyższe ze wzgórz leżało przy ujściu Kłodnej do Dniepru. Mniejsze wzgórze sąsiadowało z szańcami moskiewskimi. Z obu tych wzgórz można było kontrolować ogniem artylerii drogę wodną na Dnieprze oraz mieć pod ostrzałem cały obóz armii Szeina.
Jako pierwsza na Wzgórza Żaworonkowe wkroczyła stojąca na prawym skrzydle polskiej armii piechota syna hetmańskiego, Janusza Radziwiłła. Ku swemu zaskoczeniu piechurzy, posuwając się w strugach deszczu, zajęli całe wzgórze bez walki. Po zajęciu pierwszego wzgórza pułk Janusza Radziwiłła opanował wspólnie z piechotą Abramowicza drugie wzgórze. Na większej górze, przylegającej do doliny Kłodnej, pozostały regimenty piesze Zygmunta Radziwiłła. Pozostałe wojska polskie stały w dolinie Kłodnej. Rankiem 19 października król objechał konno pozycje wojsk na obu wzgórzach, wydając dyspozycje odnośnie do szańców i stanowisk artylerii. Ponieważ spodziewano się rosyjskiego ataku, na większe wzgórze skierowano 800 dragonów Kreutza i Tomasza Duplessisa. Jednak Rosjanie nie atakowali, ograniczając się jedynie do sporadycznego i niezbyt celnego ognia działowego, Władysław IV kazał przesunąć większość sił na Bogdanową Okolicę, gdzie stał hetman Kazanowski i gdzie miał powstać główny obóz. Na Żaworonkowych Wzgórzach pozostały oddziały piechoty i dragonii, ubezpieczane przez kilka chorągwi jazdy. Siłami tymi, liczącymi 4500-5000 żołnierzy, dowodził hetman Radziwiłł.
Wreszcie Rosjanie zrozumieli grozę swego położenia i po południu armia Szeina rzuciła do ataku niemal wszystkie siły, jakie posiadała. Około godziny 14 poprzedzana jazdą piechota rosyjska zaczęła zajmować niewielką równinę rozciągającą się między Dnieprem a Żaworonkowymi Wzgórzami. Rosjanie, jak tylko przebyli nadbrzeżne łąki, zaatakowali oba wzgórza z marszu, spędzając na początku wyplataczy koszów i maruderów. Na szczycie większego wzgórza przywitały Rosjan ogniem litewskie regimenty, rozpraszając pierwszą linię. Gdy na wzgórze dotarł pieszy pułk Platera, wojska Rzeczypospolitej ruszyły do kontrnatarcia, które zepchnęło Rosjan do podnóża góry. Na miejscu walki pojawili się królewicz Jan Kazimierz i Janusz Radziwiłł, by własnym przykładem zagrzewać polskie wojska do walki. Przybyły także regimenty piesze Denhoffa i Wallisona. Doszło do zaciętych walk u podnóża góry. Na miejsce walk wkrótce dotarł król Władysław IV wraz z chorągwiami jazdy. Król rzucił do natarcia piechotę Weihera. Atak jednak załamał się i z kolei do kontruderzenia ruszyli piechurzy rosyjscy, którzy jednak zatrzymali się w obawie przed polską jazdą. W czwartej godzinie zaciętej walki o wzgórza i dolinę Kłodnej Radziwiłł rzucił do ataku kilka chorągwi jazdy pod wodzą kasztelana kamienieckiego Piaseczyńskiego. Trzon tych sił stanowiły cztery chorągwie husarii. Atak polskiej jazdy zmiótł jazdę rosyjską z północnej strony wzgórz, po czym rosyjskich jeźdźców ścigano aż do Dniepru. Jazda polska zatrzymała się dopiero przed parkanem, za którym znajdowała się odpowiadająca ogniem piechota rosyjska. Z powodu zapadających ciemności dowództwo rosyjskie wycofało swe wojska, nie chcąc zostawić ich na noc w polu wobec silnego nieprzyjaciela.
Armia rosyjska poniosła tego dnia straty w liczbie 300 zabitych i 100 jeńców, podczas gdy armia polska odnotowała kilkudziesięciu poległych i 60 jeńców. Polska piechota wystrzelała około 70 000 ładunków, a starzy weterani twierdzili, że dotąd jeszcze nie brali udziału w walkach o takim natężeniu ognia. W nocy wojska polskie umacniały swoje pozycje z pomocą szańców i okopów. Następnego jednak dnia (20 października) Rosjanie nie zaatakowali. Jedynie kompanie pułku Rosena przechwyciły tratwy wysłane z Dorohobuża z transportem siana i żywności dla armii Szeina. Przez kilka następnych dni armia Szeina zachowywała się biernie, co pozwoliło polskim wojskom umocnić swoje pozycje. W dniu 21 października rozpoczęła się budowa obozu polskiego na Bogdanowej Okolicy, który miał mieć formę holenderskich umocnień polowych z bastionami, pełnym dwuramienników, wielokątów, a także redut. Budowa obozu trwała miesiąc. Na naddnieprzańskich wałach ustawiono działa, kierując je na zachód, w kierunku obozu rosyjskiego. Warunki wymiany jeńców i pochówku poległych omówił z Abramowiczem i Piaseczyńskim Fiodor Suchatin.

## Piąty etap – osaczenie armii Szeina
Od 20 października prowadzono prace fortyfikacyjne na Żaworonkowych Wzgórzach, które mimo ognia rosyjskiej artylerii ukończono po trzech tygodniach. Na większej górze, leżącej na północ od Kłodnej, powstała na stoku pierwsza linia wałów, a na szczycie zamknięta reduta o czteroramiennym, gwiaździstym narysie. Reduta obsadzona została przez dragonów Kreutza oraz pułk Zygmunta Radziwiłła z czterema działami. Na mniejszym wzgórzu, leżącym na północnym zachodzie, utworzono dwie czteroramienne reduty, takie, jak ta na większym wzgórzu, osłonięte okopem od strony rosyjskiego przedmościa. Tu stanęło 5 dział oraz pułki piechoty Janusza Radziwiłła i Mikołaja Abramowicza.
W dniu 22 października król Władysław IV udał się na rekonesans nad Dniepr, po którym postanowił wykorzystać zdobyte niedawno na Rosjanach tratwy dla budowy dwóch mostów łyżwowych przez Dniepr. Było to konieczne, albowiem armia rosyjska miała swój obóz po drugiej, lewej stronie rzeki. Mosty dawały możliwość przerzucania sił przez rzekę szeroką w tych okolicach na 250-300 metrów. Król zdecydował, by mosty powstały kilkaset metrów za Bogdanową Okolicą. Lasy i wzgórza dawały osłonę przed oczami nieprzyjaciela, a odległość zapewniała, że mosty będą poza zasięgiem jego artylerii.
Łączność z drugim brzegiem Dniepru była konieczna, by otoczyć redutami umocnienia obozu rosyjskiego. Na drugi brzeg wpław przeprawiła się chorągiew kozacka Ślepowrońskiego, by ochraniać budowę mostów. Jeźdźcy polscy nie pozwalali zbliżyć się czatom rosyjskim do miejsca budowy, która trwała trzy dni. Gdy mosty były gotowe, na drugą stronę rzeki przemaszerował pułk piechoty Krzysztofa Arciszewskiego, aby usypać szańce tworzące ufortyfikowane przedmoście. W dniu 26 października przybyli w rejon przedmościa wezwani przez króla Zaporożcy, którzy natychmiast przystąpili do budowy ufortyfikowanego obozu na północny zachód od umocnień Arciszewskiego. Jeszcze dalej na zachód powstała pod koniec października mała reduta, obsadzona przez 200 żołnierzy z pułku Platera. Leżała ona przy drodze na Smoleńsk. Po drugiej stronie tej drogi okopało się kilka chorągwi dowodzonych przez wojewodzica ruskiego Stanisława Daniłłowicza, który będąc infamisem, pragnął udziałem w wojnie skasować wyrok.
W listopadzie król rozkazał Gosiewskiemu wzniesienie redut dla załatania liczącej 5 km przerwy między umocnieniami Daniłłowicza i Kozaków, a stojącymi pod Smoleńskiem siłami Gosiewskiego. Gosiewski wzniósł reduty za dawnymi szańcami Lesleya, w środku między Smoleńskiem, a umocnieniami Daniłłowicza, po czym obsadził je z pomocą 200 piechurów i 100 kozaków. Reduty dodatkowo osłonięto zasiekami z drewna. Prace ukończono w końcu listopada, mimo iż od 16 listopada zaczął padać gęsty śnieg, zwiastujący początek długiej i śnieżnej zimy. W drugiej połowie listopada jazda Daniłłowicza spędziła dwukrotnie liczniejsze oddziały rosyjskie, wysłane po opał, biorąc przy tym 40 jeńców. Trudności ze zdobyciem opału wobec nadchodzącej szybko zimy czyniły sytuację armii Szeina coraz bardziej dramatyczną.
W nocy z 22 listopada na 23 listopada Lesley nakazał usypanie wysokiego szańca, wysuniętego od przedmościa w kierunku sił Radziwiłła i Abramowicza. W odpowiedzi król nakazał usypać dwuramienny szaniec, idący w kierunku nowej rosyjskiej reduty w formie nożyc. Umocnienia znalazły się tak blisko siebie, że żołnierze obu stron mogli ostrzeliwać się z muszkietów. By zablokować stojącą na Dziewiczym Wzgórzu rosyjską czworokątną redutę, na północ od niej, w górnym biegu Stobnej utworzono czteroramienny, gwiaździsty fort, dzięki któremu zamknięto prawy brzeg Dniepru, kontrolując komunikację między Dziewiczym Wzgórzem a ufortyfikowanym przedmościem rosyjskiego obozu.
Obawiając się odsieczy król 1 grudnia wysłał oddział liczący 6 chorągwi w kierunku Białej.
Żywności w rosyjskim obozie nie brakowało. Problemem był brak opału oraz paszy dla koni, które już w listopadzie zaczęły padać. Z tego powodu z obozu Szeina uciekało coraz więcej bojarów i dworian. Pod koniec grudnia Rosjanie mieli około 1500 koni, przez co zastępowali konne posterunki pieszymi. Plagą były dezercje, szczególnie wśród wojsk cudzoziemskich, których żołnierze przechodzili do obozu Rzeczypospolitej.
Wkrótce do obozu polskiego przybyła ciężka artyleria i na rosyjskie pozycje skierowane zostały 62 działa i wielkie moździerze. Ogień polskiej artylerii był tak celny, że Szein aż kilkanaście razy musiał zmieniać punkt dowodzenia. Król nie zezwalał na szturm, nie chcąc narażać życia żołnierzy. Spodziewał się, że wygłodzony nieprzyjaciel w końcu skapituluje. Działa do obozu polsko-litewskiego przybywały w listopadzie i grudniu, dochodząc do stanu 80-90 dział i moździerzy.
W głąb Rosji ruszyły zagony jazdy, które skutecznie paraliżowały wszelkie próby organizacji odsieczy dla oblężonej armii Szeina. Z Bogdanowej Okolicy 3 grudnia lub 4 grudnia wyruszył Kazanowski z 6000 jazdy i kilkoma tysiącami Zaporożców. Tymczasem 11 grudnia na drodze blisko Smoleńska kilka chorągwi jazdy rosyjskiej zaskoczyło polski konwój z żywnością, zdobywając wiele wozów, co miało niemałe znaczenie dla osaczonej armii rosyjskiej. Hetman Radziwiłł nie czekał z odwetem i 12 grudnia osobiście poprowadził kilkanaście chorągwi jazdy i kilka kompanii piechoty, przekradł się lewym brzegiem Dniepru i założył pułapkę w odległości ćwierć mili od szańców rosyjskich, obsadzonych przez rosyjską piechotę zaciężną wyszkoloną na wzór cudzoziemski. Udało się zaskoczyć siły rosyjskie, które eskortowane przez niemieckich muszkieterów, wyprawiły się po opał. Radziwiłł obustronnym uderzeniem osaczył około 500 żołnierzy wroga, z których tylko niewielu zdołało ujść i schronić się za swoimi szańcami. Wzięto 116 jeńców piechoty niemieckiej i 37 jeńców piechoty rosyjskiej. Reszta poległa. Na odgłos walk Lesley wyprowadził swe oddziały przed umocnienia, ale zadowolony z wyniku akcji Radziwiłł nakazał odwrót, biorąc kilkadziesiąt wozów z drewnem. Jeszcze tego samego dnia doszło do kłótni wśród dowódców armii Szeina – podczas lustracji strat poniesionych w walkach z Radziwiłłem Lesley zastrzelił na oczach zdumionego Szeina angielskiego pułkownika Sandersona, z którym od dawna toczyli zażarte spory. Powstała groźba, że może dojść do walk wewnątrz rosyjskiego obozu, więc by tego uniknąć, pułk Sandersona przeniesiono na drugi brzeg Dniepru, na Górę Dziewiczą. W związku z wieściami o nadchodzącej od strony Białej odsieczy Szein 16 grudnia wysłał na północ 150 rajtarów i 35 konnych strzelców.
W połowie grudnia jeden z podjazdów Kazanowskiego schwytał pod Wiaźmą gońca carskiego Artemija Agibułowa. Znalezione listy od cara mówiły o trudnościach Rosji z zebraniem odsieczy i o chęci do zawarcia pokoju. Postanowiono wysłać do cara Agibułowa w towarzystwie pisarza smoleńskiego Mikołaja Woronicza, by ten przedłożył propozycję rozmów pokojowych.
Przed 20 grudnia siły Kazanowskiego dotarły do Dorohobuża, obsadzonego przez rosyjską załogę w sile 1500 żołnierzy. Jednocześnie wysłano podjazd liczący 1000 jazdy pod Wiaźmę, by sprawdzić, czy zbliża się odsiecz dla armii Szeina. Dowodzący podjazdem syn hetmana Aleksander Dominik Kazanowski omal nie zdobył miasta. Mający 700 żołnierzy załogi Rosjanie w ostatniej chwili zamknęli bramy, toteż wojska polskie zdobyły jedynie łupy i spaliły przedmieścia.
Radziwiłł 31 grudnia spróbował kolejnej akcji przeciw oblężonym Rosjanom. Mając przy sobie kasztelana Piaseczyńskiego, Stanisława Daniłłowicza oraz królewicza Jana Kazimierza, oraz 2000 żołnierzy, stoczył bitwę, w której poległo kilkunastu Polaków oraz kilkudziesięciu Rosjan. Ranni zostali m.in. Piaseczyński i Daniłłowicz. W dniu 4 stycznia pisarz smoleński Woronicz i goniec carski Agibułow opuścili obóz wojsk polskich w Bogdanowej Okolicy i ruszyli do Moskwy z listami od senatorów do bojarów, w których proponowano przystąpienie do rozmów pokojowych. W razie odmowy grożono Rosji wiosenną ofensywą.
Na początku stycznia Lesley i inni cudzoziemscy oficerowie razem z częścią wojewodów, jak Izmaiłow, zaczęli przychylać się do pomysłu przebicia się armii rosyjskiej i wyrwania z okrążenia. Szpiedzy rosyjscy donosili jednocześnie, że wiele polskich oddziałów odeszło na wschód, by stawić czoła ewentualnej odsieczy, co oznaczało, że otaczające Rosjan polskie siły muszą być osłabione. Postanowiono dokonać rozpoznania bojem, by poznać aktualną siłę polskiej armii. Zamierzano w sprzyjających okolicznościach zaatakować Bogdanową Okolicę i otworzyć dobie drogę na Dorohobuż. Tymczasem Marcin Kazanowski 6 stycznia 1634 ruszył dalej na wschód, zostawiając pod Dorohobużem niewielkie siły w ufortyfikowanym obozie.
Rano, w sobotę 7 stycznia 1634, pułki moskiewskie wyszły przed umocnienia, rozwijając się wzdłuż linii brzegowej Dniepru. Zaskoczenie Rosjanom się nie udało, gdyż w tym samym czasie pułkownik Butler z regimentami dragonii i piechoty urządził zasadzkę, planując własną akcję przeciw wojskom rosyjskim. Żołnierze Butlera, widząc zbliżających się do rzeki Rosjan otworzyli ogień, co sprowokowało rosyjską kanonadę. Armia polska została zaalarmowana i zaskoczenie nie udało się. Natychmiast kilka chorągwi Madalińskiego wyruszyło z Bogadnowej Okolicy i przeprawiło się na drugą stronę Dniepru przez mosty chronione szańcami Arciszewskiego, gdzie zbliżało się prawe skrzydło rosyjskie. Madaliński uderzył na rosyjską jazdę, związaną już walką z Zaporożcami. Jednocześnie Radziwiłł wyprowadził piechotę i doszło do wymiany ognia ze stojącą po drugiej stronie Dniepru piechotą rosyjską. Po południu Rosjanie wycofali się do obozu. Walka wykazała, że wojska Rzeczypospolitej są zbyt silne, by udało się Rosjanom wyrwać z osaczenia. Pozostało więc czekanie na odsiecz. Do obozu Szeina przekazano 9 stycznia z polskiego obozu pismo od Radziwiłła wraz z pismem do cudzoziemskich oficerów z propozycją kapitulacji na łagodnych warunkach. Szein propozycję tę odrzucił.
W kierunku Białej 12 stycznia z kilkoma chorągwiami jazdy i dwoma kompaniami piechoty ruszył rotmistrz Samuel Komorowski. Gdy w Ciapałowie pod Białą wzniósł ostrożek obserwacyjny, obsadził go całą swoją piechotą, a jazdę rozpuścił pod Wołock, Rżew i Toropiec, paląc ze szczególną zajadłością dobra należące do Szeina. Wojska polskie nie stwierdziły żadnych sił rosyjskich, które mogłyby przyjść osaczonej armii Szeina z odsieczą.
Kazanowski stanął 3 mile przed Wiaźmą, po czym ruszył dalej i 13 stycznia założył obóz między Wiaźmą a Wołoczkiem (150 km od Smoleńska i 200 km od Moskwy). Z obozu swego porozsyłał liczne podjazdy, z których jeden, pod wodzą Andrzeja Firleja, dotarł pod Możajsk. Tam Firlej natknął się na siły Czerkaskiego i Pożarskiego, liczące tylko 3000 żołnierzy, co oznaczało, że odsiecz dla armii Szeina dopiero zaczęła się zbierać.
Osaczeni Rosjanie dokonali 14 stycznia ataku na idący ze Smoleńska konwój z żywnością. Szein pragnął w ten sposób udowodnić, że wciąż jego armia jest groźna. Gdy trzy dni później wojska rosyjskie ponownie zaatakowały, Radziwiłł poszerzył fortyfikacje, by uniemożliwić nieprzyjacielowi powtórzenie takich akcji. Jednocześnie Polacy atakowali rosyjskie wyprawy po opał, gdzie rannego Daniłowicza zastąpili rotmistrzowie Samuel Smólski i Ślepowroński.
Podjazd złożony z Zaporożców ruszył na Rżew. Jednocześnie Stefan Czarniecki, późniejszy bohater Potopu, udał się w kierunku Kaługi. Podjazdy polskie pustoszyły Rosję aż po Kozielsk, a Czarniecki stoczył cztery zwycięskie potyczki, zdobywając pod Kaługą 400 wozów z żywnością. Zagony kawaleryjskie Rzeczypospolitej szerzyły terror w państwie cara, paląc do końca wojny około 1000 wsi. Moskwę ogarnęła atmosfera strachu, którą przynosili ze sobą liczni zbiegowie – urzędnicy, bojarzy i chłopi. Wojska polskie, stojąc pod Wiaźmą, odbierały siłom Szeina nadzieję na odsiecz.
Kazanowski zajął Wiaźmę i zbliżył się do Możajska. Jednocześnie od strony Ukrainy uderzyli zachęceni przez króla Kozacy, gdzie związali walką znaczną część sił rosyjskich. Sytuacja armii Szeina była coraz bardziej dramatyczna, a cierpiący głód żołnierze rosyjscy coraz częściej uciekali do obozu polskiego, oddając się w niewolę, a nawet przyjmując służbę u Władysława IV. Odcięcie wojsk rosyjskich od lasów sprowadziło kolejną udrękę – brak opału kazał znosić nieznośne zimno. Ludzie w rosyjskim obozie marli z głodu i chorób.
Zablokowany Szein liczył jeszcze na odsiecz, jednak Rosja z powodu kłopotów finansowych nie była w stanie przygotować sił zdolnych pomóc osaczonej armii. Dopiero na początku stycznia 1634 roku wyruszył z Moskwy korpus w sile 5000 żołnierzy, złożony z pułku dragonów Alexandra Gordona, pułku piechoty Kraufera, pułku piechoty Kinnemana i samodzielnej pieszej roty kapitana Jamesa Forbesa. Korpus ten wzmocnić miały pułki kniaziów Odojewskiego i Szachowskiego z Rżewa oraz Kurakina i Wołkońskiego z Kaługi, które po koncentracji w Możajsku miały ruszyć na pomoc osaczonym wojskom Szeina. Całością tych sił dowodzić mieli kniaziowie Dymitr Mamstiurkowicz Czerkaski i Dymitr Michajłowicz Pożarski. Mając nadzieję na wspomagające uderzenie Turcji, car odwołał z pogranicza ukraińskiego wojska Fiodora Buturlina, każąc mu wesprzeć akcję Czerkaskiego i Pożarskiego od południa.
W polskiej armii także brakowało żywności, a żołnierzom zaczęło brakować pieniędzy. Na słabo zaludnionym obszarze trudno było zdobyć żywność dla armii. Gdy 17 stycznia 1634 przybyły pieniądze na opłatę zaległego żołdu, rosnące dotąd rozprężenie zostało opanowane.
W styczniu i lutym przybyły pod Smoleńsk posiłki od księcia kurlandzkiego w sile 200 rajtarów i 300 piechurów.
Straciwszy nadzieję na pomoc Szein postanowił 24 stycznia 1634 rozpocząć rokowania w sprawie kapitulacji. Krzysztof Radziwiłł 25 stycznia 1634 roku obiecał rosyjskiemu wodzowi łaskę w razie złożenia broni. O warunki kapitulacji Rosjanie zapytali 27 stycznia – król zgodził się wypuścić wolno żołnierzy, ale tylko z bronią ręczną i chorągwiami, które Rosjanie mieli złożyć przed nim na chwilę w momencie opuszczania obozu. Całą artylerię, amunicję oraz sprzęt obozowy Rosjanie powinni przekazać Polakom. Ponadto wszyscy żołnierze carscy mieli złożyć przysięgę, że w tej wojnie nie będą już walczyć przeciwko Rzeczypospolitej. Wreszcie 29 stycznia wręczono Rosjanom dokument zawierający 23 punkty kapitulacji. Gdy nie było odpowiedzi, król kazał zwiększyć natężenie ostrzału artyleryjskiego. Wysłannicy Szeina 9 lutego poprosili o złagodzenie warunków kapitulacji. Rokowania kapitulacyjne zaczęły się 12 lutego, a prowadzone były w kwaterze Zygmunta Radziwiłła na Żaworonkowych Wzgórzach. Na czele polskiej delegacji stał sekretarz królewski Andrzej Rej, a w jej skład weszli Mikołaj Abramowicz, Mikołaj Korff, Jakub Butler, Reinhold Rosen, Charliński, Jan Teofil Moskorzewski i Strachocki. Delegacji rosyjskiej przewodził Aleksander Lesley. W jej składzie znaleźli się Fiodor Suchatin, Ozieriński, Laryszkin i pułkownik Charles d’Ebert. Na samym początku posłowie rosyjscy zakwestionowali tytuł cara używany przez Władysława IV, więc król kazał wzmóc ostrzał artyleryjski. Wkrótce zerwane rokowania zostały wznowione.
Rokowania zakończyły się umową kapitulacyjną zawartą 25 lutego 1634 roku, na którą wydał zgodę car Michał Romanow, gdy uświadomił sobie beznadziejne położenie armii Szeina. Następnego dnia syn hetmana Janusz Radziwiłł wkroczył wraz z regimentem piechoty do rosyjskiego obozu, na którego szańcach zatknięte zostały polskie chorągwie. Razem ze Stanisławem Daniłłowiczem i Adamem Kazanowskim odebrali przysięgę od Michała Szeina, Artemija Izmaiłowa, Szymona Prozorowskiego i Michała Białosielskiego. Przysięgę od rosyjskich żołnierzy odebrali komisarze królewscy, którzy następnie przystąpili do przejmowania sprzętu wojskowego, na który składało się m.in. 110 dział, 7 moździerzy i 8000 muszkietów. Łącznie zdobyty na Rosjanach sprzęt wyceniano na 1 milion złotych (w tym okresie 1 dukat wart był 6 złotych).

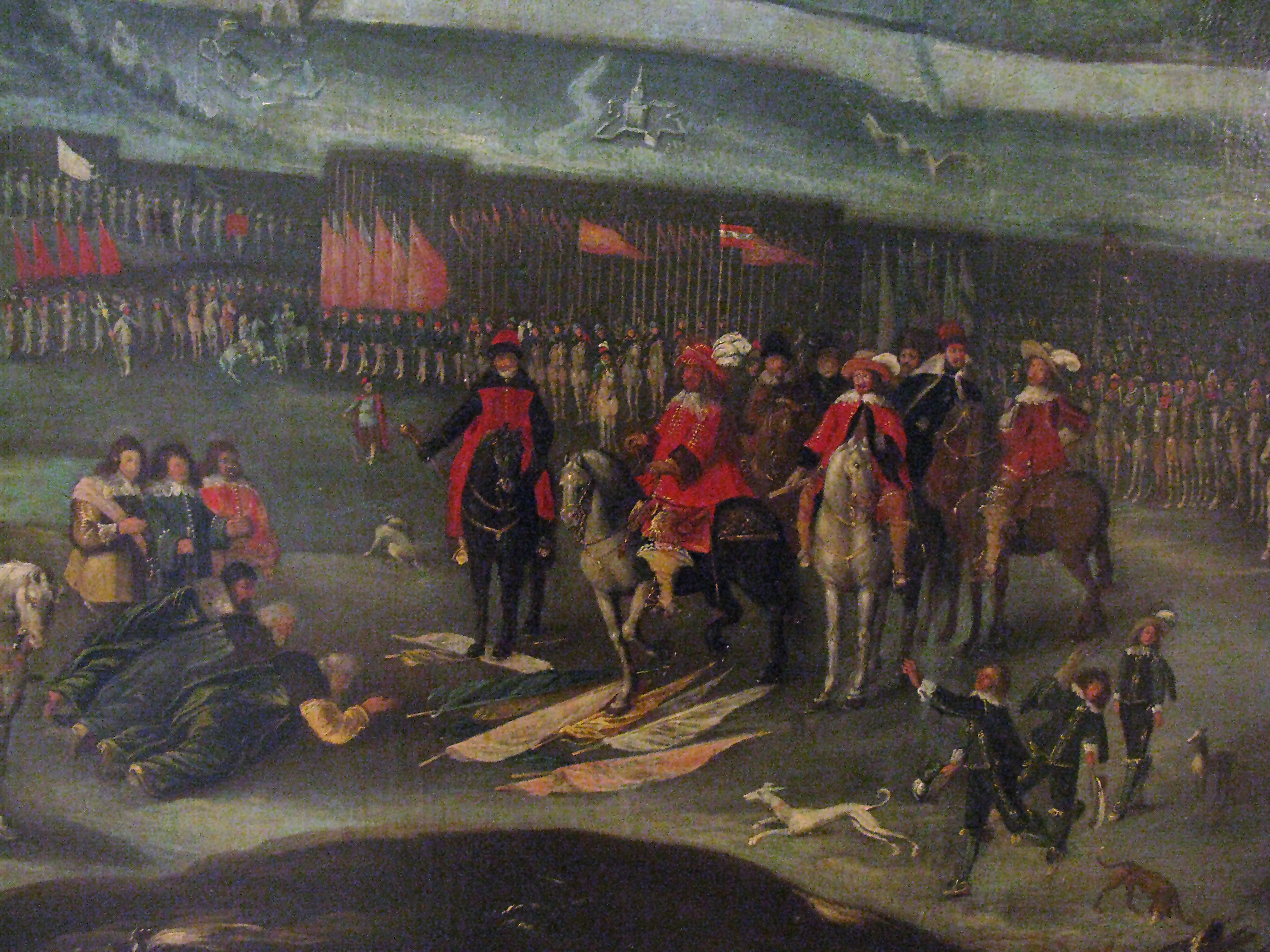
Kapitulacja Szeina przed królem Polski Władysławem IV

Rozbrojona armia Szeina 1 marca była gotowa do wymarszu – wojska polskie stanęły w dwóch szeregach nad brzegiem Dniepru, a Rosjanie przemaszerowali utworzonym szpalerem. Król Władysław IV wyjechał o godzinie 10 w towarzystwie brata Jana Kazimierza, kanclerza Jakuba Zadzika, hetmanów, senatorów i wyższych oficerów na prawe skrzydło armii polskiej i w asyście dwóch odświętnie ubranych chorągwi husarskich przyjął defiladę wychodzących z obozu żołnierzy rosyjskich przy akompaniamencie polskiej muzyki wojskowej. Rosjanie maszerowali w milczeniu, ze zwiniętymi chorągwiami i bez własnej muzyki. Pod nogi królewskie złożono 121 chorągwi pokonanej armii, której większość oficerów dostąpiła zaszczytu ucałowania ręki królewskiej. Cała ceremonia kapitulacji trwała trzy godziny. Po zajęciu obozu rosyjskiego odśpiewano w obecności króla 2 marca uroczyste Te Deum – kanclerz Zadzik w imieniu monarchy podziękował żołnierzom za wykazane męstwo.

## Ocena bitwy
Spis dokonany przez sekretarzy Szeina wykazał, że armia ta liczyła w chwili kapitulacji 12 107 żołnierzy. W tej liczbie 2004 żołnierzy było niezdolnych do marszu. Z 4 pułków zaciągniętych w Europie Zachodniej niemal wszyscy z 2140 żołnierzy (w tym 355 chorych) przeszło na służbę polską albo poprosiło o paszport umożliwiający podróż przez ziemie Rzeczypospolitej. W sumie w drogę do Moskwy wyruszyło spod Smoleńska 8318 żołnierzy, co stanowiło około 1/4 sił, jakie Rosja rzuciła na Smoleńsk. Pokonaną armię Szeina eskortowały do Wiaźmy chorągwie kozackie Moczarskiego i Piotrowskiego oraz kornet rajtarii dowodzony przez Jana Seja. Od Wiaźmy eskortowanie pokonanej armii przejęły chorągwie Kazanowskiego.
Oficerowie armii Rzeczypospolitej szacowali jej straty w toku wszystkich walk pod Smoleńskiem na 4000 zabitych.
Bitwa smoleńska miała charakter walk pozycyjnych i stoczona została w stylu taktyki holenderskiej lub szwedzkiej, często spotykanej w Europie Zachodniej, gdzie duża liczba fortyfikacji wymuszała taki właśnie sposób prowadzenia działań wojennych. Toczono walkę obronną z pełnym wykorzystaniem umocnień oraz siły ognia piechoty i artylerii. Wielkim talentem wykazał się w tej bitwie król Władysław IV, który konsekwentnie otaczał obóz armii rosyjskiej, świetnie wykorzystywał walory polskiej jazdy w kontratakach, umiejętnie łącząc staropolską sztukę wojenną z taktyką zachodnioeuropejską. Styl dowodzenia króla nie był równie błyskotliwy, jak szeregu polskich wodzów z przełomu XVI i XVII wieku, okazał się jednak bardzo skuteczny w warunkach walk z silnie ufortyfikowanym przeciwnikiem. Systematyczne wypieranie wojsk rosyjskich z umocnień wokół Smoleńska było analogiczne do działań wojsk szwedzkich, holenderskich lub hiszpańskich w okresie wojny trzydziestoletniej.
W wojnach polsko-rosyjskich bitwa pod Smoleńskiem była absolutnym wyjątkiem, gdyż wobec ogromnych obszarów słabo nasyconych miastami i fortyfikacjami, walki między Polakami a Rosjanami miały przeważnie charakter ruchomy, gdzie główną rolę odgrywała nie piechota i artyleria, ale szybko przemieszczająca się jazda.